# Queen Size Bed (banda)
Queen Size Bed es una banda indie rock establecida en 2005 en Quito, Ecuador.

## Trayectoria
La agrupación fue conformada por los hermanos Álvaro y Santiago "TG" Soto, quien tras conocer de cerca el desarrollo de la escena indie en Estados Unidos a inicios del siglo XXI, decide intentar replicar la experiencia musical en su país. El dueto adopta inicialmente el nombre de Plantas Deluxe, cambiándolo por Queen Size Bed tras la incorporación de Carlos Soto, primo de Álvaro y Santiago y músico de la banda quiteña Celeste Esfera.
En 2010, Queen Size Bed lanza su primer disco, Standard Handbook for Secretaries, promocionando los temas «Cosmoquio Universo» (grabado con Daniel Pasquel de Can Can), «New Ways» y «Tejas».
Tras la partida de Carlos Soto, la banda decidió permanecer como dúo, continuando con presentaciones esporádicas en pequeños escenarios de la capital ecuatoriana junto a otros grupos de la escena local. En 2018, Queen Size Bed edita el EP Love comes from Birds.

## Alineación
- Santiago Soto (guitarra y voz)
- Álvaro Soto (batería)

## Discografía
- Standard Handbook for Secretaries (2010)
- Love comes from Birds (EP, 2018)